# Lily-Rose Depp
Lily-Rose Melody Depp (París, 27 de maig de 1999) és una actriu i model francoestatunidenca, filla de Johnny Depp i Vanessa Paradis. Depp va començar a actuar amb un petit paper a Tusk (2014) i va continuar als drames d'època The Dancer (2016), en què interpreta Isadora Duncan, Planetarium (2016) i The King (2019). Ha estat nominada a dos premis César a la millor actriu promesa per les actuacions a The Dancer i A Faithful Man (2018). Va guanyar el premi a millor actriu dels 4ts premis de cinema de Los Angeles per la seva actuació a Quel Joli Temps Pour Jouer Ses Vingt-ans (2019).

## Infantesa
Lily-Rose Melody Depp va néixer a Neuilly-sur-Seine, França, una ciutat a l'oest de París, el 27 de maig de 1999. És la filla de l'actor, productor i músic estatunidenc Johnny Depp i de la cantant, actriu i model Vanessa Paradis. Té un germa petit, John "Jack" Christopher Depp III. La seva tieta és l'actriu francesa Alysson Paradis. També és descendent de la lluitadora per a l'alliberament colonial Elizabeth Key Grinstead.
El 2012, després de 14 anys junts, els seus pares es van separar i van pactar-ne la custòdia compartida de Depp, que divideix el seu temps entre Los Angeles i París.

## 2014–2019: Inicis de la carrera
Va començar la seva carrera interpretativa amb un cameo a Tusk, que es va estrenar al Festival Internacional de Cinema de Toronto el setembre de 2014. Va actuar amb la seva amiga Harley Quinn Smith, el seu pare i el director de la pel·lícula Kevin Smith.
El 2015 va aparèixer a un videoclip musical del raper irlandès Rejjie Snow, que es va estrenar el mes d'octubre. A més de rodar pel·lícules, Depp també ha aparegut en la portada de diverses revistes de moda importants i és ambaixadora de la marca Chanel del 2015 ençà. Karl Lagerfeld la va escollir quan tenia 15 anys. El 2016 Lagerfeld la va anunciar com a la cara de la icònica fragància de Chanel, Chanel No. 5 L'Eau.
Depp va reprendre el seu paper a Tusk a Yoga Hosers, una pel·lícula derivada que se centra en els personatges de Depp i Harley Quinn Smith. La pel·lícula es va estrenar al Festival de Cinema de Sundance el gener de 2016.
El maig de 2016 The Dancer, en què fa d'Isadora Duncan, es va estrenar al Festival Internacional de Cinema de Canes a la secció Un Certain Regard. La pel·lícula va ser el debut com a directora de Stéphanie Di Giusto. Per la seva actuació, va ser nominada a millor actriu promesa als 42ns premis César i als 22ns premis Lumières. Aquell mateix any, Depp i Natalie Portman van interpretar dues germanes espiritualistes a la França de 1930 a la pel·lícula de Rebecca Zlotowski Planetarium. Portman la va seleccionar personalment com la seva germana petita a la pel·lícula. La pel·lícula es va estrenar al Festival de Venècia el setembre de 2016.
El 2018, Depp va actuar amb Laurent Lafitte a Les Fauves, una pel·lícula francesa dirigida per Vincent Mariette. La pel·lícula es va estrenar als cinemes francesos l'octubre de 2018. Aquell mateix any va actuar a la comèdia romàntica A Faithful Man, dirigida per Louis Garrel i coescrita pel guanyador de l'Oscar Jean-Claude Carrière. Es va estrenar al Festival Internacional de Cinema de Toronto el mes de setembre i es va estrenar el desembre a França. Als Estats Units es va presentar al Festival de Cinema de Nova York i es va estrenar a Nova York i a Los Angeles el juliol de 2019. Va tornar a ser nominada a millor actriu promesa als 44ns premis César.
Va aparèixer al curtmetratge documental de Netflix Period. End of Sentence. amb Priyanka Chopra explicant com The Pad Project ha ajudat dones de Delhi a començar els seus propis negocis fent compreses. El documental va guanyar el premi Oscar al millor curtmetratge documental. Netflix el va estrenar el febrer de 2019. Al cap de dos mesos va ser nominada a millor actriu promesa als premis Romy Schneider.
El juny de 2019 va protagonitzar amb la seva tieta Alysson Paradis el curtmetratge francès independent Quel Joli Temps Pour Jouer Ses Vingt-ans (My Last Lullaby), en què interpreta Paloma, una nena que experimenta una gran pèrdua amb la mort de l'avi. La pel·lícula va rebre el premi de cinema de Nova York de 2019 a la millor pel·lícula, i al millor guió en curtmetratge al premis de cinema de Los Angeles. Per la seva actuació va guanyar el premi a la millor actriu dels premis de cinema de Los Angeles. La seva actuació li va valdre lloances dels organitzadors tant dels premis de cinema de Nova York com de Los Angeles.
Va actuar amb Timothée Chalamet i Robert Pattinson a The King, en què interpreta Caterina de Valois, dirigida per David Michôd. Es va estrenar al Festival de Cinema de Venècia el setembre de 2019 i Netflix la va distribuir al cap de dos mesos. Va rebre lloances de la crítica per la seva actuació.

## Propers projectes
Depp va interpretar amb Gary Oldman, Armie Hammer i Evangeline Lilly un thriller sobre la crisi dels opiacis Dreamland que s'estrenarà el 2020. També apareixerà al thirller de ciència-ficció de Neil Burger Voyagers juntament amb Colin Farrell, Tye Sheridan, Isaac Hempstead Wright i Fionn Whitehead. Depp protagonitzarà amb George MacKay Wolf de Nathalie Biancheri’s, i la comèdia nadalenca Silent Night amb Keira Knightley i Roman Griffin Davis entre el repartiment. Està previst que reprengui el paper de Tusk i Yoga Hosers a Moose Jaws.

## Vida personal
És la fillola de la cantant Marilyn Manson. Des del seu naixement ha sigut objecte d'informacions de la premsa, incloent-hi aniversaris, assistència a esdeveniments socials, i tries de roba. Té fluïdesa en anglès i en francès. Depp va deixar l'institut el 2016 per centrar-se en la seva carrera interpretativa. Ha tingut problemes amb l'anorèxia, de què s'ha recuperat.
L'agost de 2015 va afirmar que es trobava en algun lloc de l'espectre LGBT. Després va aclarir que només estava fent una afirmació sobre definir-se un mateix, no la seva sexualitat.
Malgrat ser massa jove per votar, va donar suport a Bernie Sanders durant les primàries presidencials del Partit Demòcrata de 2016. Va ser fotografiada amb la seva mare per la revista Our City of Angels el febrer de 2017; el benefici de les vendes de l'exemplars van ser donades a Planned Parenthood.
Depp va festejar amb l'actor Timothée Chalamet des del rodatge de The King (2019) el 2018. Alguns mitjans, citant British Vogue, afirmen que van trencar la relació a principis de 2020.

## Filmografia

### Pel·lícules
| Any  | Títol                                    | Paper              | Director            | Notes | Ref.          |
| ---- | ---------------------------------------- | ------------------ | ------------------- | ----- | ------------- |
| 2014 | Tusk                                     | Colleen Collette   | Kevin Smith         | Cameo |               |
| 2016 | Yoga Hosers                              | Colleen Collette   | Kevin Smith         |       | [ 9 ]         |
| 2016 | The Dancer                               | Isadora Duncan     | Stéphanie Di Giusto |       | [ 16 ]        |
| 2016 | Planetarium                              | Kate Barlow        | Rebecca Zlotowski   |       | [ 19 ]        |
| 2018 | Les Fauves                               | Laura              | Vincent Mariette    |       | [ 22 ]        |
| 2018 | A Faithful Man                           | Eve                | Louis Garrel        |       | [ 24 ]        |
| 2019 | Quel Joli Temps Pour Jouer Ses Vingt-ans | Paloma             | Pauline Garcia      |       | [ 33 ] [ 35 ] |
| 2019 | The King                                 | Caterina de Valois | David Michôd        |       | [ 37 ]        |
| 2021 | Crisis                                   | Emmie Kelly        | Nicholas Jarecki    |       | [ 67 ]        |
| 2021 | Voyagers                                 | Allison            | Neil Burger         |       | [ 68 ]        |
| 2021 | Silent Night                             | Sophie             | Camille Griffin     |       | [ 69 ]        |
| 2021 | Wolf                                     | Wildcat            | Nathalie Biancheri  |       | [ 70 ]        |
| 2024 | Nosferatu                                | Ellen Hutter       | Robert Eggers       |       |               |

### Televisió
| Any   | Títol    | Paper   | Notes           | Ref.   |
| ----- | -------- | ------- | --------------- | ------ |
| 2022- | The Idol | Jocelyn | Paper principal | [ 71 ] |

## Premis i nominacions
| Any  | Premi                           | Categoria             | Treball nominat                          | Resultat  | Ref.          |
| ---- | ------------------------------- | --------------------- | ---------------------------------------- | --------- | ------------- |
| 2017 | Premis César                    | Millor actriu promesa | The Dancer                               | Nominat   | [ 72 ]        |
| 2017 | Premis Lumières                 | Millor actriu promesa | The Dancer                               | Nominat   | [ 73 ]        |
| 2019 | Premis César                    | Millor actriu promesa | A Faithful Man                           | Nominat   | [ 74 ]        |
| 2019 | Premi Romy Schneider            | Millor actriu promesa | N/D                                      | Nominat   | [ 75 ] [ 32 ] |
| 2019 | Premis de cinema de Los Angeles | Millor actriu         | Quel Joli Temps Pour Jouer Ses Vingt-ans | Guanyador | [ 76 ]        |